# هوراس ميلور
هوراس ميلور (21 فبراير 1851 - 27 فبراير 1942)  (بالإنجليزية: Horace Mellor)‏ هو لاعب كريكت بريطاني (وحمل سابقاً جنسية المملكة المتحدة لبريطانيا العظمى وأيرلندا).